# Das Lied der tausend Stiere

Yaşar Kemal 2009

Das Lied der Tausend Stiere (Originaltitel: Binboğalar Efsanesi) ist der Titel eines 1971 publizierten epischen Romans von Yaşar Kemal. Erzählt wird die Geschichte der Karaçulluh-Nomaden, die seit alter Zeit jährlich zwischen dem Winterquartier im Tiefland und der Sommerweide im Gebirge wechseln. Durch die wirtschaftliche und gesellschaftliche Entwicklung im 20. Jh. gerät der Stamm zunehmend in Existenznot und ist von der Auflösung und dem Verlust der kulturellen Identität bedroht. In diesem Zusammenhang zeichnet der Autor ein Bild des naturnahen Lebens und, am Beispiel der Protagonisten Ceren und Halil, der Freiheitsliebe der Nomaden. Die deutsche Übersetzung von Helga Dağyeli-Bohne und Yıldırım Dağyeli erschien 1979.

## Inhalt

### Überblick
Kemal erzählt die Geschichte des Karaçulluh-Nomadenstammes, der seit alter Zeit jährlich zwischen dem Winterquartier in der Çukurova-Ebene im Süden der Türkei nördlich des Golfs von İskenderun und der Sommerweide im das Tiefland umschließenden Taurusgebirge mit seinen Kamelen, Eseln, Schafen und Ziegen wechselt. So haben die Nomaden auch im Jahr der Haupthandlung wieder im Aladağ-Tal das Versammlungszelt und das in den letzten Jahren geschrumpfte 60-Zelte-Dorf aufgebaut. Der Eisenschmied Haydar, Ältester des Stammes, sieht die Wanderung als ihr altes Recht an, das in den letzten Jahrzehnten zunehmend durch die Kultivierung der Ebene eingeschränkt wurde. Dadurch entstehen Konflikte mit den Bauern, Behörden und Förstern und die Lebensbedingungen der Nomaden verschlechtern sich, mit der Folge, dass immer mehr Karaçulluhs ihr Nomadenleben aufgeben. Diesen Niedergang der Nomaden schildert der Erzähler an der Irrfahrt der Karaçulluhs durch die Çukurova-Ebene auf der Suche nach einem Winterquartier. Er zeigt die Folgen des Überlebenskampfes am Beispiel der Protagonisten auf: Haydar als Repräsentant und Bewahrer der kulturellen Identität, Halil als Widerstandskämpfer auf der Flucht, Ceren als ihre persönliche Entscheidungsfreiheit bewahrende Frau, die in Konflikt mit den Erwartungen des Stammes gerät. Eingerahmt wird die einjährige Haupthandlung durch die Schilderung zweier traditioneller Frühlingsfeste, an denen die Nomaden Allah um die Erfüllung ihrer Wünsche bitten.

### Vorgeschichte

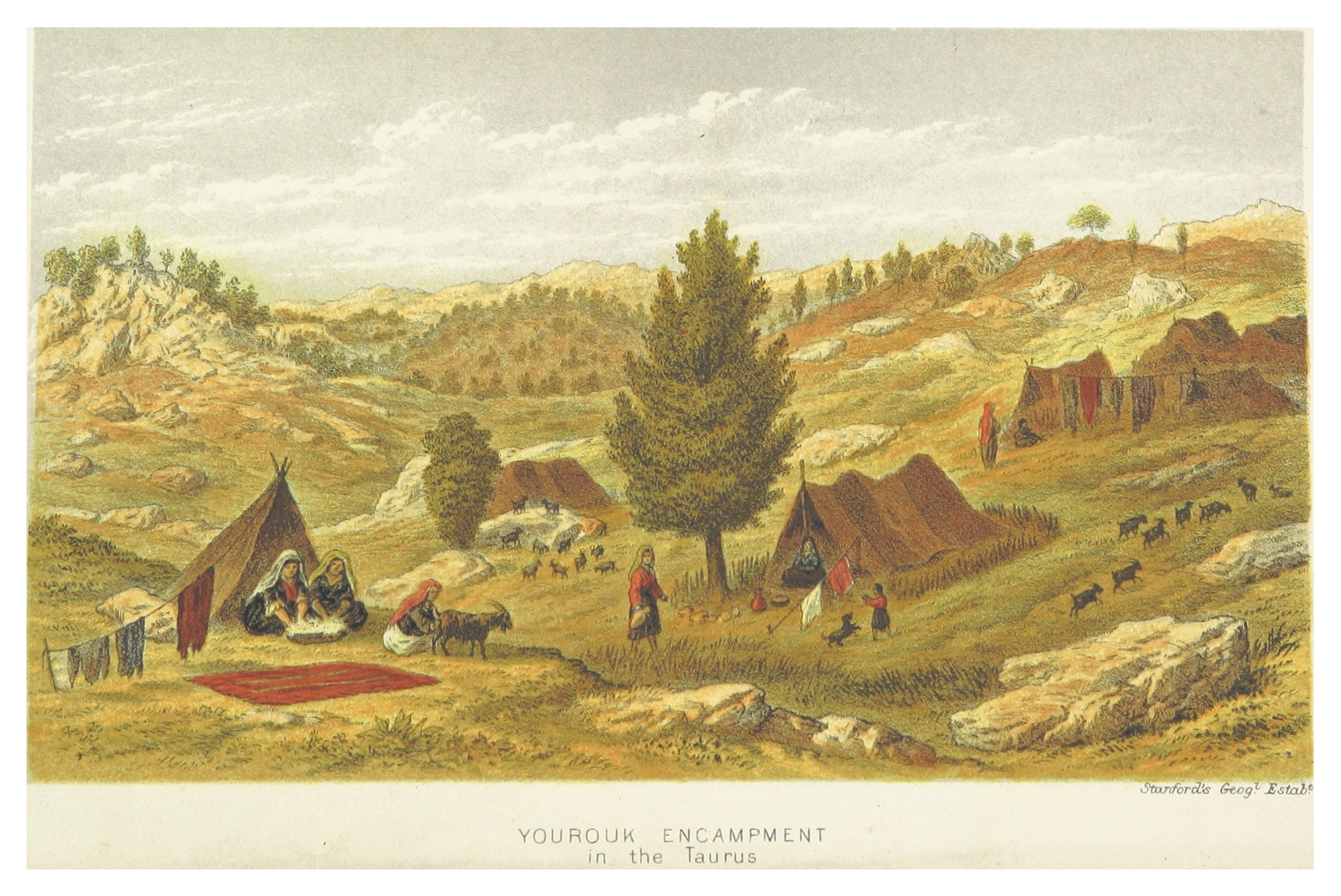
Nomaden-Camp im Taurusgebirge (1879)

Im Rückblick wird die vom Schmied Haydar repräsentierte glorreiche, sagenhafte Zeit der freien Nomaden in den weiträumigen Siedlungs- und Weidegebieten zwischen dem zentralasiatischen „Khorassan und der Ebene von Harran“ („Von Khorassan sind wir gekommen“) beschrieben, die mit dem verlorenen Kampf 1876 gegen die Ansiedelungsprogramme der militärisch überlegene Armee des Osmanischen Reiches endet: Man vertreibt sie aus dem Hochland, um sie in den Ebenen als Bauern anzusiedeln (Kap. 2, 6). Einige Stämme werden sesshaft, obwohl viele die Hitze nicht vertragen und sterben. Andere, die sogenannten Aydınlıs, verweigern die Ansiedlung. Sie bestechen die türkischen Offiziere mit Geld, Tieren und Heirat ihrer Mädchen, um ihr Stück Land als Winterquartier behalten, im Frühling aber wieder ins Gebirge ziehen zu dürfen. Haydars Vater schenkt in diesem Zusammenhang dem Major Ali Bey ein kunstvoll geschmiedetes Schwert und dieser verkauft ihnen für 500 Goldstücke eine Urkunde, die sie als Besitzer eines Grundstücks in der Ebene ausweist, das von einigen Mitgliedern des Stammes bewirtschaftet wird, während die größere Gruppe im Frühjahr mit den Tieren in die Berge zieht. Doch 1949 werden die Urkunden wertlos und das Land wird von Bauern bestellt. Jetzt beginnen jährlich die Streitigkeiten um ein Winterquartier und die Nomaden müssen dafür Pacht bezahlen. Traurige Epen handeln von diesen Niederlagen.

Çukurova und Taurus-Gebirge

Haydar ist stolz auf die Geschichte seines Vaters und möchte so weiter verfahren, aber viele Stammesangehörige halten rückblickend eine Ansiedlung mit eigenen Häusern als die bessere Lösung. Andere Turkmenen hätten sich ja auch mit dem Schicksal abgefunden. Die Karaçulluhs sind einige der wenigen Nomadenstämme, die an der Tradition festhalten, doch dabei immer mehr dezimiert werden und verarmen. Im letzten Jahr wurden sie im Dorf Yeryurt von den Bewohnern verjagt und es kam zum Kampf mit Toten auf beiden Seiten. Dabei zündete Halil ein Dorf an und Mustan tötete Osman Agas Sohn Fahri. Beide sind seitdem auf der Flucht.

### Frühlingsfest
Die Winterzeit endet für die Karaçulluh-Nomaden Anfang Mai mit dem Hıdrellez genannten Frühlingsfest, das sie im Aladağ-Tal feiern. Es ist ein altes Fruchtbarkeitsfest, an dem sich nach der Überlieferung der Turkvölker die beiden Heiligen Hızır, als Symbol für die sich zyklisch erneuernde Vegetation, und Elias treffen. Im Versammlungszelt isst und trinkt der Stamm gemeinsam und Jung und Alt tanzt sich zur Musik von Trommlern und Flötenspieler in einen Trancezustand hinein. In der Nacht beobachten die Menschen an Quellen und Flüssen, ob das Wasser gefriert, und ob sich am Himmel die Sterne Hızır und Elias vereinigen. Dann kann jeder sich von Allah etwas für das Jahr wünschen. Haydar hat sich mit dem Stamm darauf verständigt, dass sich alle ein Winterquartier und eine gute Sommerweide im Tal hinter dem Aladağ-Berg zu wünschen.
Für die Stammesangehörigen sind jedoch die individuellen Ziele wichtiger als die Stammesinteressen. Haydars Lieblingsenkel Kerem möchte einen Bergfalken haben. Ceren wünscht sich an der Tasbuyduran-Quelle, den heldenhaften Halil wiederzusehen. Yeter hofft auf die Rückkehr ihres vor 16 Jahren in die Stadt gezogenen Bräutigams Yunus. Der hundertjährige Müslüm bittet an der Sazlik-Quelle um die Blume des ewigen Lebens und der Jugend. Der siebenjährige Hüseyin zieht, wie viele der jungen Leute, ein Leben in der hellen Stadt mit einem Auto dem mühsamen Nomadenleben vor. Der elfjährige Dursun wünscht sich, dass sein Vater, der Bekir getötet hat, aus dem Gefängnis entlassen wird. Osman hofft auf einen guten Forellenfang, Meryem auf die Heilung ihrer verkrüppelten Tochter, Alis auf das Ende seiner Malariaanfälle.
Am nächsten Morgen sind die Nomaden ernüchtert. Niemand hat die Vereinigung der Sterne gesehen, nur Kerem verkündet dies auf Druck seines Großvaters. Doch insgeheim glaubt man ihm nicht. Schlechte Botschaften kommen dazu: Yeter hat sich im Teich ertränkt, Mustan ist nach einem Gefecht mit Osman Agas Männern verwundet geflohen. Um seinen Leuten etwas Hoffnung zu machen, wiederholt Haydar seine seit dreißig Jahren erzählte Geschichte vom kunstvoll gefertigten Schwert für Temir Aga, wofür sie als Gegengabe ein Tal geschenkt bekämen. Während des Sommers hat er weiter an einem Schwert mit Goldverzierung geschmiedet und hofft auf die Wirkung bei einem hohen Beamten, dem er es überreichen will.

### Irrfahrt durch die Çukurova-Ebene

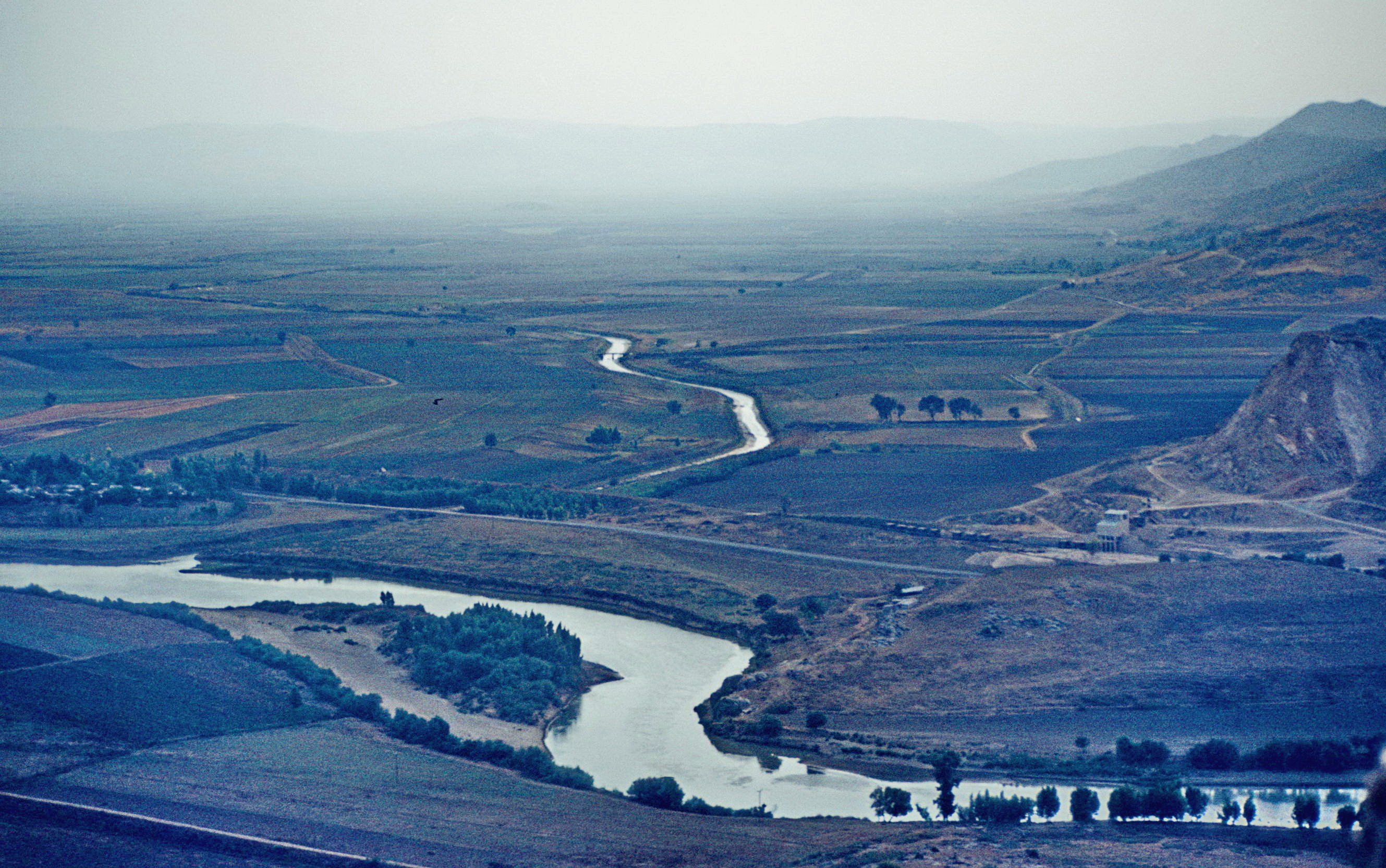
Çukurova-Ebene und Fluss Ceyhan bei Yılankale

Nach einem weiteren Sommer der Unsicherheit und Auseinandersetzungen mit Wildhütern in den Bergen berät der Vorsteher Süleyman mit den Stammesältesten über die von Jahr zu Jahr schwierigere Suche nach einem Winterquartier und diskutiert über ihre Möglichkeiten: die Nutzung von Beziehungen mit ehemaligen Nomaden, Geschenke für Grundbesitzer oder Verheiratung eines Karaçulluh-Mädchens mit einem reichen Bauernsohn mit dem Wohnrecht als Gegenleistung, Kauf oder Pacht von Land. Die schöne Ceren wird vom Großgrundbesitzersohn Oktay umworben und dieser bietet dem Stamm, wenn sie in heiratet, ein Winterquartier an. Doch Ceren liebt den Helden Halil, der als Rache für die Demütigung der Nomaden ein Dorf in Brand gesteckt hat. Sie wird von ihrer Familie und vom Stamm bedrängt und nach ihrer Weigerung, in den Handel einzuwilligen, quasi aus der Gemeinschaft ausgeschlossen, denn man gibt ihr die Schuld am Abstieg der Karaçulluhs und an ihrem Leidensweg.

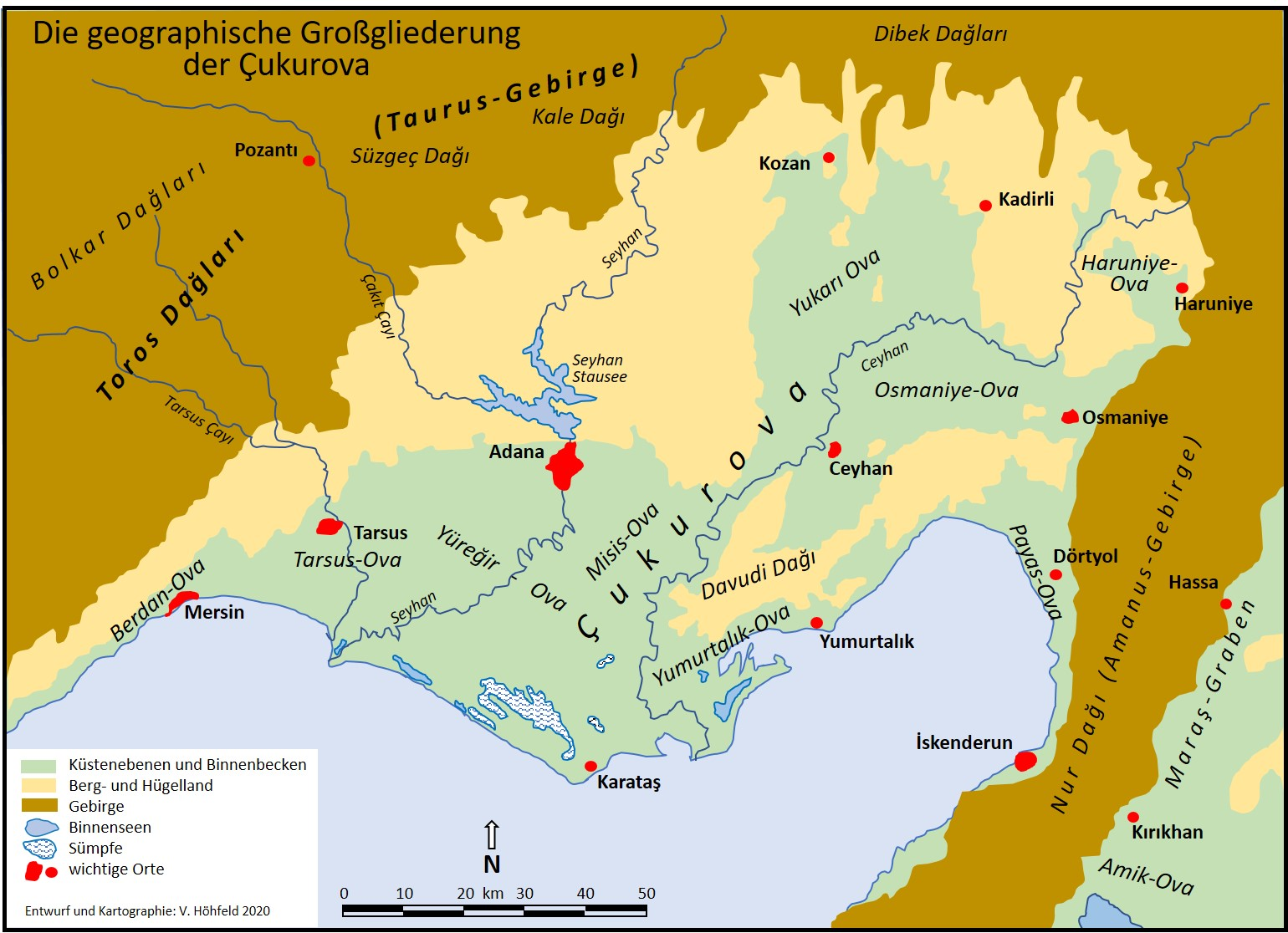
Çukurova

#### Besitzurkunde
In diesem Herbst schlägt der Stamm seine Zelte zuerst an einem öden Hügel namens „Tobender Stier“ auf (Kap. 5). Die Besitzverhältnisse sind für die Karaçulluhs unübersichtlich und viele Bauern der umgebenden Dörfer behaupten, eine Urkunde zu besitzen und fordern von den Nomaden eine Pacht. Solche Aktionen laufen nach ähnlichen Mustern ab: Beschimpfungen, die faulen Nomaden würden sich gesetzeswidrig auf Kosten der unter harten klimatischen Bedingungen mühevoll arbeitenden Bauern bereichern, und verbale und gewalttätige Drohungen, worauf die Nomaden mit Demutsgesten, Bewirtungen und Gesprächseinladungen reagieren und die Gäste mit Goldmünzen beschenkt abziehen. Dazu kommt, dass der Vorsteher Süleyman über die rechtliche Situation nicht informiert ist. Man vertraut auf alte über Generationen gepflegte Stammesbeziehungen und Gewohnheitsrechte und ist es gewohnt, Beamte und Großgrundbesitzer zu beschenken und bestechen, um deren Wohlwollen zu erreichen: So zahlt der Ältestenrat des Stammes an den mit zwei bewaffneten Wächtern plötzlich auftauchwenden Betrüger Derviş Hasan 2000 Lira Pacht (Kap. 5). Dann droht ihnen Fehmi, der Gemeindevorsteher von Kösecik, durch seinen Vertrauensmann Veli der Kater, sie vom Land zu vertreiben, und fordert eine hohe Summe, mit der er seine teure Villa abbezahlen will (Kap. 6). Schließlich bietet ihnen Aga der Bartlose den Kauf des Landes an. Als sie zur Überschreibung in die Kreisstadt reisen, treffen sie ihn nicht an. Von einem Straßenschreiber, Kemal dem Blinden, werden sie aufgeklärt, dass es keine Besitzurkunde gibt und sie, wie viele Nomaden zuvor, betrogen worden sind: Der Hügel gehört „Niemandem. Oder allen außer euch“. Sie bitten ihn, ihre „hoffnungslose Lage […] an wen“ und „wohin“ auch immer zu schildern (Kap. 7).

#### Unruhestifter
Nach einem bewaffneten Angriff einiger Bauern auf das Lager auf dem Hügel und einem Schusswechsel wird der Stamm der Unruhestiftung beschuldigt (Kap. 8). Polizisten erscheinen, beschimpfen die Nomaden, drohen mit Verhaftungen, lassen sich schließlich nach Unterwerfungsriten bewirten, unterhalten sich im Versammlungszelt freundschaftlich über ihre gemeinsamen Nomadenvorfahren, zeigen Verständnis für die Notlage des Stammes, versprechen, zu helfen, und ziehen schließlich mit Geld und Kerems Falken, als Geschenk für den Sohn des Korporals, ab. Jetzt sind die Finanzen des Stammes erschöpft und man diskutiert über die weitere Strategie. Fethullah, der Sohn des Vorstehers, plädiert dafür, sich mit Waffen zu verteidigen und lieber im Kampf zu sterben, als sich weiterhin verhöhnen und demütigen zu lassen. Nachdem die nächste Forderung des Dorfes Sandal nicht mehr erfüllt werden kann (Kap. 9), setzen die Bauern das Land um den Hügel in Brand (Kap. 10). Die Karaçulluhs brechen überstürzt auf, fliehen auf die andere Seite des Flusses Ceyhan und wandern auf der Suche nach einem neuen Quartier durch die Ebene.

#### Wohn- und Wegegeld
Man fordert von ihnen nicht nur eine Pacht für ihren Aufenthalt auf einem Brachland, sondern auch ein Wegegeld, wenn sie an einer Ortschaft vorbei und auf verschlammten Wegen kreuz und quer durch die Ebene ziehen. Überall werden sie angefeindet und vertrieben. Da ihre Tiere keine Nahrung mehr finden, rasten sie in der Nähe der Burg Toprakkale und lassen dort nachts das Vieh auf die Felder. Doch die Bauern lauern ihnen auf, verprügeln die Hirten, beschlagnahmen die Tiere und es kommt zu erneutem Streit (Kap 12). Durch die Wanderungen im Regen erkranken die Schwachen, v. a. die kleinen Kinder. Viele Tiere müssen geschlachtet oder in den Dörfern billig verkauft werden. Einige Familien trennen sich vom Stamm und versuchen alleine eine Unterkunft zu finden. So schrumpfen die Karaçulluhs und Hoffnungslosigkeit breitet sich aus (Kap. 15). Nachts lassen sie die Tiere auf den Feldern weiden und ziehen sich dadurch den Zorn der Bauern zu. Als der Zug in Sariçam ankommt und auf einem Ödland die Zelte aufschlägt (Kap. 19) hat sich die Zahl der Familien wieder um zehn verringert. Süleyman sieht resigniert die Dezimierung seines Stammes als schicksalhaft an.

#### Vertreibung
Neue Hoffnung keimt auf, als der Jägermeister Kamil ihnen die Nachricht überbringt, Ramazanoğlu habe Haydars Schwert angenommen und schenke ihnen ein Winterquartier in Yüreğir. Die Karaçulluhs feiern ein Fest und erzählen sich die frohe Botschaft immer wieder in ins Sagenhafte gesteigerten Varianten. Ihre Freude dauert nicht lange, denn sie werden von Bauern, die mit Traktoren und Lastwagen anrücken, angegriffen. Zweimal gelingt es den Karaçulluhs mit ihren Steinschleudern, die Bauern abzuwehren. Dann schreitet die Behörde, vertreten durch den Landrat, ein. Gendarmen aus Kozan besetzen das Lager und der Kommandant gibt die Schuld an der Auseinandersetzung nicht den Bauern, sondern den Nomaden und fordert sie auf, abzuziehen. Auf die Frage „wohin?“ antwortet der Landrat, das wisse er nicht und es sei nicht seine Sache: „Geht, wohin ihr wollt. Ihr seid freie Bürger eines freien, demokratischen Staates“ und sie könnten sich niederlassen, wo es ihnen gefalle, „aber stehlen oder töten oder herumprügeln, das geh[e] nicht.“ Als diese sich weigern, reißen die Polizisten die Zelte nieder. Erst als die Polizisten in das Zelt mit den Heiligtümern des Stammes eindringen, geben sie ihren Widerstand auf und verlassen das Gebiet (Kap. 19).

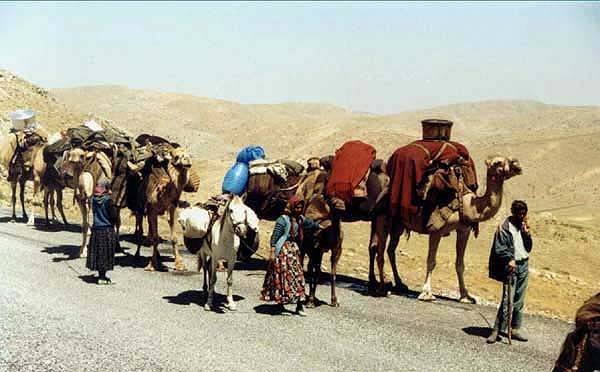
Nomaden auf der Wanderung in der Südtürkei

#### Landkauf
Die Karaçulluhs ziehen weiter durch die Çukurova-Ebene, ohne ein Quartier zu finden, und stellen auf dem Hemite-Berg ihre Zelte auf (Kap. 22). Sie sind am Ende ihrer Kräfte, erneut dezimiert, und Süleyman sieht keinen anderen Ausweg, als ein Stück Land zu kaufen und in einem Dorf sesshaft zu werden. Er sammelt die restlichen Goldmünzen ein, die Frauen geben ihm ihren Goldschmuck und eine alte Frau bringt ihm sogar ihre Spargroschen für ein Leichentuch. Der Vorsteher macht sich auf den Weg zu Derviş Bey, einem ehemaligen Nomaden vom Stamm der Karadirgenoğlus, der zu einem reichen Großgrundbesitzer geworden ist und ihnen vor langer Zeit einmal das Gebiet Akmaşat zum Kauf angeboten hat. Er empfängt Süleyman freundlich und hört seinen Vorschlag an, ihr Geld und Gold als Anzahlung zu akzeptieren und den großen Rest durch jahrzehntelange jährliche Pacht abzuzahlen. Trotz Mitgefühl lehnt Derviş Bey diesen Handel ab. Er hat Angst, dass die Karaçulluhs die Pacht nicht auf Dauer bezahlen können und sie gegen ihn rebellieren und ihn töten, wie es kürzlich seinem Nachbarn Sabit Aga geschehen ist (Kap. 24).

#### Heirat
Süleyman kehrt mit der schlechten Nachricht zum Stamm zurück, auch Haydar hat in Ankara nichts erreicht (Kap. 25). Ceren entschließt sich in dieser Situation, Oktay zu heiraten, und erlöst alle aus ihrer Hoffnungslosigkeit. Der Stamm zieht froh zu Hasan Agas Gut (Kap, 27) und schlägt dort die Zelte auf, zum ersten Mal ohne Vertreibungsangst. Die Freude Süleymans und seiner Leute dauert jedoch nicht lange. Cerens zukünftiger Schwiegervater Hasan Aga will den Stamm bei sich nur überwintern lassen, denn er will keine Nomaden auf seinem Land, sie hätten in der Feldarbeit keine Erfahrung und seien ein anderes Leben gewöhnt. Cerens Eltern dagegen dürften ein Haus bauen und Hasan Aga schlägt auch Süleyman vor, sich während des nächsten Jahres vom Stamm zu trennen und mit seinem Sohn zu ihm zu kommen und sesshaft zu werden. Dieser Plan solle aber vor den Nomaden geheim gehalten werden. Die Situation ändert sich durch Halils plötzliches Auftauchen. Die Nomaden fürchten um ihr Winterquartier und beschließen, ihn zu töten. Süleyman warnt Ceren und sie flieht mit Halil auf dessen Pferd in die Berge, von den Gewehrschüssen der enttäuschten Karaçulluhs verfolgt (Kap. 28).

### Frühlingsfest im Aladağ-Tal
Die Handlung springt zum Frühlingsfest im Aladağ-Tal ein halbes Jahr später (Kap. 29). Die Zahl der Zelte hat sich weiter verringert, aber das Fest läuft genauso ab wie im Jahr zuvor. Plötzlich tauchen Ceren und Halil auf, um nach der Tradition gemeinsam mit ihrem Stamm die Vereinigung von Hizir und Elias zu beobachten und sich etwas zu wünschen. Fethullah und einige Männer des Stammes rächen sich und töten Halil im Feuergefecht. Ceren beerdigt seinen Leichnam und erschießt Halils Pferd. Dann schultert sie Halils Gewehr und verschwindet in den Bergen. Die Nomaden wagen nicht einmal, den Kopf zu heben und ihr nachzusehen.

### Repräsentanten
Die Not der Nomaden und ihren Überlebenskampf zeigt der Erzähler auch am Beispiel der Protagonisten auf: an Ceren und ihren Verehrern sowie an dem Schmied Haydar und seinem Enkel Kerem.

#### Ceren
Am erfolgreichsten für die Existenzsicherung eines Stammes ist die Verheiratung der Nomadentöchter mit Grundbesitzern, wodurch die Familien ein Wohnrecht auf deren Gelände erhalten und sesshaft werden können oder ein Winterquartier erhalten. Nach diesem Muster könnte auch die Karaçulluh-Schönheit Ceren mit Oktay, dem Sohn des Großgrundbesitzers Hasan Aga, verheiratet werden, der seit sieben Jahre um sie wirbt und sich zeitweise dem Stamm anschließt. Ceren liebt jedoch den nach Auseinandersetzungen mit Dorfbewohnern in die Berge geflüchteten Halil und hat bisher eine Ehe mit einem Bauern verweigert. Jetzt soll sie noch einmal von ihrem Vater Abdurrahman zu einer Heirat gedrängt werden.
Der zwergwüchsige Musa der Kahle sucht eine andere Lösung, die auf Rivalität um Ceren und Eifersucht ihrer Bewunderer, zu denen auch er zählt, aufbaut (Kap. 1, 4). Er verbreitet die Nachricht vom Tod Halils und zeigt zum Beweis dessen blutiges Hemd. So gerät Ceren noch stärker unter Druck, den Stamm zu retten, und man gibt ihr die Schuld an der Notlage. Aber sie zieht sich von der Welt zurück, weigert sich weiterhin zu heiraten und droht mit ihrem Suizid. Ihr Vater Abdurrahman bittet schließlich den Vorsteher Süleyman, ein Machtwort zu sprechen, dem seine Tochter gehorchen müsse (Kap. 11). Doch dieser bringt es nicht übers Herz, das zu tun, denn „[d]ie Töchter des Stammes hatten immer aus freien Stücken, aus Liebe geheiratet. Nie hatte jemand ein Mädchen gezwungen, sich für Geld zu verheiraten und schon gar nicht, um die eigene Haut zu retten. Wie könnten Menschen so tief fallen, sich so erniedrigen, so entehren. […] Sterben wir, aber bleiben wir uns treu. Wie Menschen. Sterben wir nicht, nachdem wir ein junges Mädchen ermordet haben […] aber unsere Ehre muss gewahrt bleiben.“ Aber, fragt der Vater, „[z]ählt das Mädchen mehr als der ganze Stamm?“ Alle außer Süleyman setzen Ceren unter Druck. „Sie lassen sie nicht mehr atmen, lassen ihr keine ruhige Minute mehr“. Sie wehrt sich gegen die Vorwürfe, sie sei am Tod der Kranken und Schwachen schuld: „Ich habe niemanden getötet. Ihr aber habt mich getötet…“ Nachdem Oktay sieben Jahre um Ceren geworben und zeitweilig bei ihrem Stamm gelebt hat, besucht er sie noch einmal am Fuß der Festung von Payas, entschuldigt sich bei ihr für die Schwierigkeiten, in die er sie gebracht hat und sie reagiert zum ersten Mal mit einem kurzen gütigen, fast freundschaftlichen Blick (Kap. 15). Oktay bietet Süleyman jetzt sein Land bedingungslos als Winterquartier an, doch dieser kann dies aus Gründen der Ehre nicht annehmen. Doch Oktay kann Ceren nicht vergessen, nähert sich immer wieder ihrem Stamm und reitet um das Lager herum.
Ceren fühlt sich schuldig an der Not ihres Stammes. Nach Haydars und Süleymans gescheiterten Rettungsversuchen erscheint auch ihr die Lage hoffnungslos und sie steigt in der Nacht auf den Gipfel des Hemite Bergs und will sich in die Tiefe stürzen (Kap. 26). Doch ein Gerölldonner, er kommt von einem Überfall der Dorfbewohner, die Felsen auf das Zeltlager rollen lassen, hält sie davon ab und bringt sie zur Besinnung: Sie denkt über ihre hoffnungslose Liebe nach: Weder ist sie dem Flüchtenden in die Berge gefolgt noch hat er ihr Botschaften geschickt. Andererseits rührt sie die Liebe Oktays, der seit sieben Jahren an ihrer Zurückweisung leidet, und sie entschließt sich jetzt, seine Werbung anzunehmen und damit ihrem Stamm zu einem Quartier zu verhelfen.
Doch dazu kommt es nicht. Halil taucht nach der Verlobungsfeier auf dem Gut von Oktays Vater auf und Ceren flieht mit ihm in die Berge (Kap. 28). Ein halbes Jahr später taucht sie mit Halil zum Frühlingsfest im Aladağ-Tal wieder auf (Kap. 29), um nach der Tradition gemeinsam mit ihrem Stamm die Vereinigung von Hizir und Elias zu beobachten und sich etwas zu wünschen. An der Taşbuyduran-Quelle überfallen Fethullah und einige Männer des Stammes die beiden und erschießen Halil. Ceren beerdigt seinen Leichnam auf dem Gipfel des Aladağ, erschießt Halils Pferd und Süleyman verbrennt nach der Tradition das Zelt des Toten. Ceren schaut zu „ohne eine Träne, ohne eine Bewegung, fast gleichgültig. Auf ihrem Gesicht […] keine Zeichen von Gram.“ Dann nimmt sie Halils Gewehr und verschwindet damit in den Bergen. Die Nomaden stehen wie festgenagelt und wagen nicht einmal, den Kopf zu heben und ihr nachzusehen.

#### Halil und Mustan
Um Ceren zu imponieren und sich als Halil ebenbürtig zu zeigen, hat Mustan bei einer Auseinandersetzung zwischen Nomaden und Bauern Osman Agas Sohn Fahri, der ihn zuvor durchs Lager getrieben und verhöhnt hatte, erschossen und seinen Kopf Ceren vor die Füße geworfen. Seitdem ist er, von Gendarmen und Bauern verfolgt, auf der Flucht, wird angeschossen und versteckt sich. Der junge Hirte Resul versorgt ihn mit Milch, quält ihn aber zugleich, vermutlich als Kompensation für die schlechte Behandlung in seiner Pflegefamilie, durch Drohungen und Demütigungen.
In dieser Situation findet der zwergwüchsige Musa der Kahle, der als Waisenkind unter Fremden aufgewachsen und Opfer ihrer Bosheit geworden ist, den Verletzten in der Nähe des Gülek-Passes und kommt auf die Idee, die Rivalität um Ceren und die Eifersucht ihrer Bewunderer, zu denen auch er zählt, mit der Rettung des Stammes zu verbinden (Kap. 1, 4). Er schleppt den Verwundeten in eine Höhle und pflegt ihn gesund. Als Gegenleistung soll er Halil töten. Ceren würde, nach Musas Plan, mit Oktay verheiratet und Mustan könnte sie danach entführen und für sich gewinnen. Dieser stimmt erst zu, will jedoch seinen Freund Halil nicht töten. So täuscht Musa Halils Tod vor und bringt Halils Mutter das blutverschmierte Hemd ihres Sohnes und die Nachricht von seinem Tod.
Nach seiner Genesung (Kap. 14) rächt sich Mustan für Resuls Quälereien, indem er ihn an einen Baum bindet, auspeitscht und von ihm verlangt, sich zu entschuldigen, was dieser jedoch verweigert. In seinem Zorn will Mustan ihn zuerst verdursten lassen, dann ist er vom Mut des Jungen beeindruckt. Zudem hat er Mitleid mit Resuls Schicksal und kann ihn nicht töten. Die Schonung ist jedoch riskant, denn der Hirtenjunge ist für seine Gewalttaten bekannt. Aber Mustan befreundet sich sogar mit ihm, erzählt ihm die Liebesgeschichte von Ceren und Halil und erklärt ihm, dass er keinen Frieden finden würde, solange der bei den Mädchen beliebte und als Held verehrte Halil lebe. Er könne aber den Freund nicht töten. Als Halil bei ihnen auftaucht, steigert sich Mustan in Rivalitäts- und Zurücksetzungsvorstellung hinein, aber er kann ihn, wie zuvor Resul, nicht erschießen und bittet den kaltblütigen, mit Halil nicht befreundeten Hirten um die Ausführung (Kap. 18). Dieser verspricht es, richtet jedoch plötzlich das Gewehr auf Mustan und erschießt ihn.

#### Haydar
Der Eisenschmied Haydar, Ältester des Stammes, verkörpert die Traditionsgeschichte des Nomadenstammes und wird nach seinem Tod fast als Heiliger verehrt. Dreißig Jahre hat er ein kostbares Schwert geschmiedet, um es einem Mächtigen des Landes zu schenken und dafür ein Winterquartier zu erhalten. Kurz bevor sein Stamm den in Brand gesteckten „Hügel der tobenden Stiere“ verlassen und durch die Ebene ziehen muss, reitet Haydar mit seinem Begleiter Osman nach Adana, um dem ruhmreichen Bey Ramazanoğlu sein Schwert zu schenken und um seine Hilfe zu bitten (Kap. 11).
Als er in der Stadt ankommt, betritt er eine andere Welt (Kap. 17): Große, hohe Häuser, dichter Verkehr, Menschen in anderer Kleidung und mit saloppen Verhaltensweisen, die ihm unehrenhaft erscheinen. Ihm wird erst hier ganz bewusst, dass das Osmanische Reich schon lange nicht mehr existiert und der Sultan nicht mehr regiert. Als er nach dem Bey oder seinem Nachfolger sucht, verweist man ihn an Hurşit Bey, und diesem erzählt er die Geschichte seines Volkes und klagt ihm sein Leid. Er schließt seinen Bericht mit den Worten: „Unsere Vernichtung, unser Tod, ist das nicht auch eure eigene Vernichtung, euer eigener Tod? Nicht diese große Stadt, nicht dein Reichtum können dich aufrechterhalten, sondern einzig und allein dein Stamm. […] auch du bist nicht ohne Schuld. Wie kann man dem Geschick seines Stammes so gleichgültig gegenüberstehen? […] Wohl ist diese Stadt sehr groß geworden […] doch ihre Einwohner sind heruntergekommen, verdorben, abgestumpft, ohne Gefühl […] Ein Land, in dem Erwachsene die Kinder verprügeln, und die Leute nichts dagegen unternehmen, nur dastehen und blöd zuschauen, ist ein verfaultes, ein sterbendes Land.“ Hurşit Bey hat sich Notizen gemacht und immer wieder „intéressant“ gemurmelt. Jetzt antwortet er auf Haydars Anklage: „Das hat mir noch nie jemand erzählt […] So haben sie uns also alle Knochen gebrochen. Sie haben unsere Welt in eine Welt der Grausamkeit und Tyrannei verwandelt. […] Diese große Stadt gehört uns nicht mehr. Sie gehört den Reichen, den Agas, den Händlern aus Kayseri. Alles gehört ihnen!“ Haydar nimmt sein Schwert und geht mit der Erkenntnis „Die Zeiten ändern sich […] alles hat ein Ende. Altes macht Neuem Platz. Seltsame, grausame Dinge geschehen, von denen wir nichts wissen, die wir nicht verstehen. Was sterblich ist, muss sterben. Und nichts, niemand kann uns vor dem Tod retten.“
Haydar verlässt Adana und reist mit dem Bus nach Ankara, um dort Ismet Pascha sein Anliegen vorzutragen. Dieser lobt zwar das Schwert, gibt es ihm aber wieder zurück und geht auf seinen Wunsch nach einem Landstück für die Karaçulluhs nicht ein (Kap. 21). Haydar kehrt erfolglos zu seinem Stamm zurück, schließt sich in sein Zelt ein, schmilzt im Schmiedefeuer sein Schwert ein und hämmert es zu einem Klumpen (Kap 25). Dabei stirbt er. Als Schmied des Stammes wird er aufrechtstehend mit Amboss und Hammer auf dem Berg begraben. Kerem muss nach der Tradition das sein Zelt mit der Einrichtung verbrennen und sein Pferd erschießen.

#### Kerem
Kerem läuft nach dem Brand am „Hügel der tobenden Stiere“ in Panik davon, irrt zuerst durch die Ebene und geht dann zur Gendarmeriewache Yalnizağaç, um vom Korporal seinen Falken zurückzuholen, den er sich in der Hıdrellez-Nacht anstelle eines Weideplatzes für seinen Stamm gewünscht hat. Deshalb fühlt er sich schuldig am Tod der Karaçulluhs. Auf seinem Irrweg hat er einen Rachetraum: Die feurigen tausend Stiere stürmen vom Hügel in die Çukurova-Ebene, verwüsten die Dörfer und setzen alles in Brand.
Er weiß nicht, dass sein Stamm überlebt hat und durch die Ebene zieht, taucht in Yalnizağaç unter und befreundet sich mit dem Schmied und einigen Jungen, denen er seine Geschichte erzählt. Sie haben Mitleid mit ihm, verstecken und versorgen ihn (Kap. 13) und helfen ihm, seinen Falken zurückzuholen (Kap. 16). Dabei überreden sie den Sohn des Korporals Selahattin, ihnen den Falken auf der Jagd nach Beute vorzuführen. Dieser kehrt jedoch nach dem Flug nicht zu seinem neuen Besitzer, sondern zum in der Nähe versteckten Kerem zurück, der in abgerichtet hat und auf dessen Ruf er hört (Kap. 20).
Kerem erfährt den neuen Aufenthaltsort seines Stammes am Hemite-Berg und erlebt dort die Rückkehr und den Tod seines Großvaters Haydar. Nach der Tradition der Karaçulluhs muss er das Pferd erschießen (Kap. 25). Danach verlässt er das Lager, gibt seinem Falken die Freiheit und macht sich auf den Weg zurück nach Yalnizağaç.

## Titel
Der Originaltitel Binboğalar Efsanesi bezieht sich auf das Binboğa-Gebirge im Mittleren Taurus. Nach einem, allerdings nicht mit Literaturangaben belegten, Hinweis in der türkischen Wikipedia verwandelte sich nach der Yörük-Legende von Binboğalar das Taurusgebirge in tausend Stiere und marschierte in die Çukurova, weil es wütend darauf war, dass es ihren Geliebten nicht erlaubten wurde, sich zu treffen.
Der deutsche Titel greift offenbar im 10. Kapitel diese Legende in Kerems Rachetraum nach der Vertreibung seines Stammes vom Hügel des „Tobenden Stieres“ auf: Tausend feurige Stiere stürmen vom Hügel in die Çukurova-Ebene, verwüsten die Dörfer und setzen alles in Brand. Assoziiert wird dieses Motiv mit dem Taurusgebirge (Toros (Taurus) = Stier.)

## Form
Kemals Roman stellt kapitelweise, in einer Szenenfolge, den Zug des Karaçulluh-Stammes durch die Çukurova-Ebene auf der Suche nach einem Quartier und die Konfrontation mit den Bauern vor. Neben den zentralen Personen, dem Schmied Haydar, seinem Enkel Kerem und v. a. der schönen, von Männern umworbenen Ceren, treten viele verschiedene Figuren auf und dadurch ergibt sich ein Bild der Nomaden-Gesellschaft und des wirtschaftlichen Wandels. Wegen der Szenen-Erzählstruktur wird der Roman in der türkischen Wikipedia als „Röportaj“ und als „epischer Roman“ bezeichnet. Deren Definitionen entsprechen teilweise den Merkmalen der Faction-Prosa, des Dokumentarromans und des Tatsachenromans: Die Darstellung eines historischen bzw. dokumentierten Ereignisses mit, ganz oder teilweise, fiktionalen Mitteln. Das historische Ereignis ist die Situation der Nomaden in der Südtürkei nach dem Ansiedelungsprogramm der Regierung nach 1876 und die existentielle Krise des Nomadenvolkes, die Bedrohung seiner Kultur und der Verlust seiner Identität. Wie für die Faction-Prosa typisch, ist der Autor parteiisch, sympathisiert mit den Opfern der politischen und wirtschaftlichen Entwicklung und überhöht das Geschehen emotional bzw. mythologisiert es.
Die Erzählform wechselt zwischen auktorialer und personaler Perspektive mit Reflektorfiguren und inneren Monologen, die mit Kommentaren des Erzählers vermischt sind: „Alle im Lager fühlten eine tiefe Unruhe […] Gab es eine Möglichkeit, von hier wegzukommen […] Alle Wege waren versperrt. Versuch einmal auszubrechen, die Flucht zu ergreifen! Der Hunger macht schon die Schafe krank […] Ach, ach, wenn man sie nur für eine Nacht in den grünen Feldern grasen lassen könnte […] Aber das würde dem Stamm neues Verderben bringen. Ihr steckt in der Zange, meine armen, tapferen Leute. Ihr könnt euch abplagen, wie ihr wollt, es gibt kein Entkommen. Das Ende heißt Tod, meine Freunde.“

## Biographische Bezüge
- Kemal Sadık Gökçeli wurde 1922 als Bauernsohn im heutigen Gökçedam, (früher Hemite) am Fluss Ceyhan am Nordostrand der Çukurova-Ebene geboren. Hier, am Hemite Berg, endet im Roman der Nomadenzug durch die Ebene. Der Autor kennt den Haupthandlungsort, die Çukurova, aus eigener Erfahrung und hat die Spannungen zwischen den Bevölkerungsgruppen selbst erlebt.
- Im Alter von etwa dreieinhalb Jahren erblindete Kemal durch einen Unfall auf dem rechten Auge. Im 7. Kapitel hat er sich als Straßenschreiber, Kemal der Blinde, in den Roman eingebracht. Er klärt die Nomaden über den Urkundenbetrug auf und sie bitten ihn, ihre „hoffnungslose Lage […] an wen“ und „wohin“ auch immer zu schildern.[17] Daran kann man Kemals Motiv erkennen, den Nomadenroman zu schreiben. Wie sein erstes Buch ist Das Lied der Tausend Stiere ein Klagelied aus der Çukurova.

## Rezeption und Interpretation
In einem Nachruf auf seinen Tod wird Kemal als ein „Instanz des menschlichen und gesellschaftlichen Gewissens“ bezeichnet. Er habe sich immer wieder „zu brennenden Fragen seiner Nation, wie Umwelt, Menschenrechte und Kurden“ kritisch zu Wort gemeldet und diese Themen in seinen Romanen verarbeitet. Damit habe er sich „zum renommiertesten Romancier der türkischen Sprache seiner Generation“ entwickelt und sei früh zu internationalem Ruhm gelangt. Seine Werke seien nicht nur moderne Epen, die „aus der reichhaltigen Quelle der mündlichen Tradition der Volksepen, Märchen und Lieder, durchsetzt von Mythen und Legenden“ schöpfen, sondern zugleich „Zeitdokumente epochaler Verwandlungen in Natur und Gesellschaft“. Wie viele bedeutende Autoren sei er in seinen Romanen „einer besonderen Landschaft und ihren Menschen verpflichtet: der Landschaft Çukurova […] Früh schon erfuhr er dort die Verschandelung der Natur sowie die Unterdrückung und Ausbeutung der Bauern durch Großgrundbesitzer. Die Zeit der Verwandlung einer Naturlandschaft durch den Einbruch von tausenden Traktoren in sumpfige Reisfelder und vergiftete Baumwollplantagen, der Abgesang auf die traditionelle Nomadenkultur im Taurusgebirge durch die Arbeitswanderung in diese Plantagen und in die Städte finden als prägnante Umwälzungsprozesse Eingang in seine Romane“. In diesem Zusammenhang gehöre Das Lied der Tausend Stiere zu „einem seiner eindrucksvollsten Werke“.
Gelobt wird von Rezensenten auch die Sprache der „große[n] Ballade vom Kampf eines Nomadenstammes“, in der in „allen erdenklichen Schattierungen von Freude, Hoffnung und Verzweiflung, von Mut und Niedergeschlagenheit, von Trotz und Ergebung […] die Gestalten des Stammes vorüber[ziehen]“. Dies sei eine „Kunst des Erzählens, die mit westlichen Begriffen kaum umschrieben werden kann: eine originale Epik, die eine neue Welt der Begriffe, Vorstellungen und Moralgesetze eröffnet.“ Kemals Epos sei „ein Gesang, kraftvoll und elegisch zugleich, märchenhaft auch und durchsetzt mit Anklängen an so viele alte Sagen, die an den Lagerfeuern gesungen wurden – als es diese Feuer noch gab.“

## Ausgaben
- Yaşar Kemal: Binboğalar Efsanesi. Cem Yayinevi, Istanbul 1971.
- Yaşar Kemal: Das Lied der Tausend Stiere. Deutsch von Helga Dağyeli-Bohne und Yıldırım Dağyeli. Unionsverlag Zürich, 1979. dtv München, 1985.